# 布倫東克堡壘
布倫東克堡壘（英語：Fort Breendonk）是一座建于1906年的要塞，當時是圍繞比利時安特衛普的第二道防綫（Réduit national）的一部分。該堡壘靠近比利時布倫東克（Breendonk），起初作爲比利時防衛德國進攻的防衛鏈中的一環，位于安特衛普西南12英里。它被一道厚達5米的土壤层覆蓋著（以防轟炸），外面環繞著充满水的护城河，長寬分別為656和984英尺。該堡壘曾經在第二次世界大戰中被德國佔領者充作犯人營。如今，該處是國家紀念地（荷蘭語：Nationaal Gedenkteken Fort van Breendonk），遊客可以進入參觀。
犹太人：犹太人的死亡率非常高，特别是年纪大，体弱的犹太人。
死亡人数：
据比利时政府统计，被折磨致死的人数为84人。
从1942年10月－1943年3月，集中营内死亡人数高达40人（被执行死刑不计），多数死于营养不良和沉重的体力劳动。

## gallery

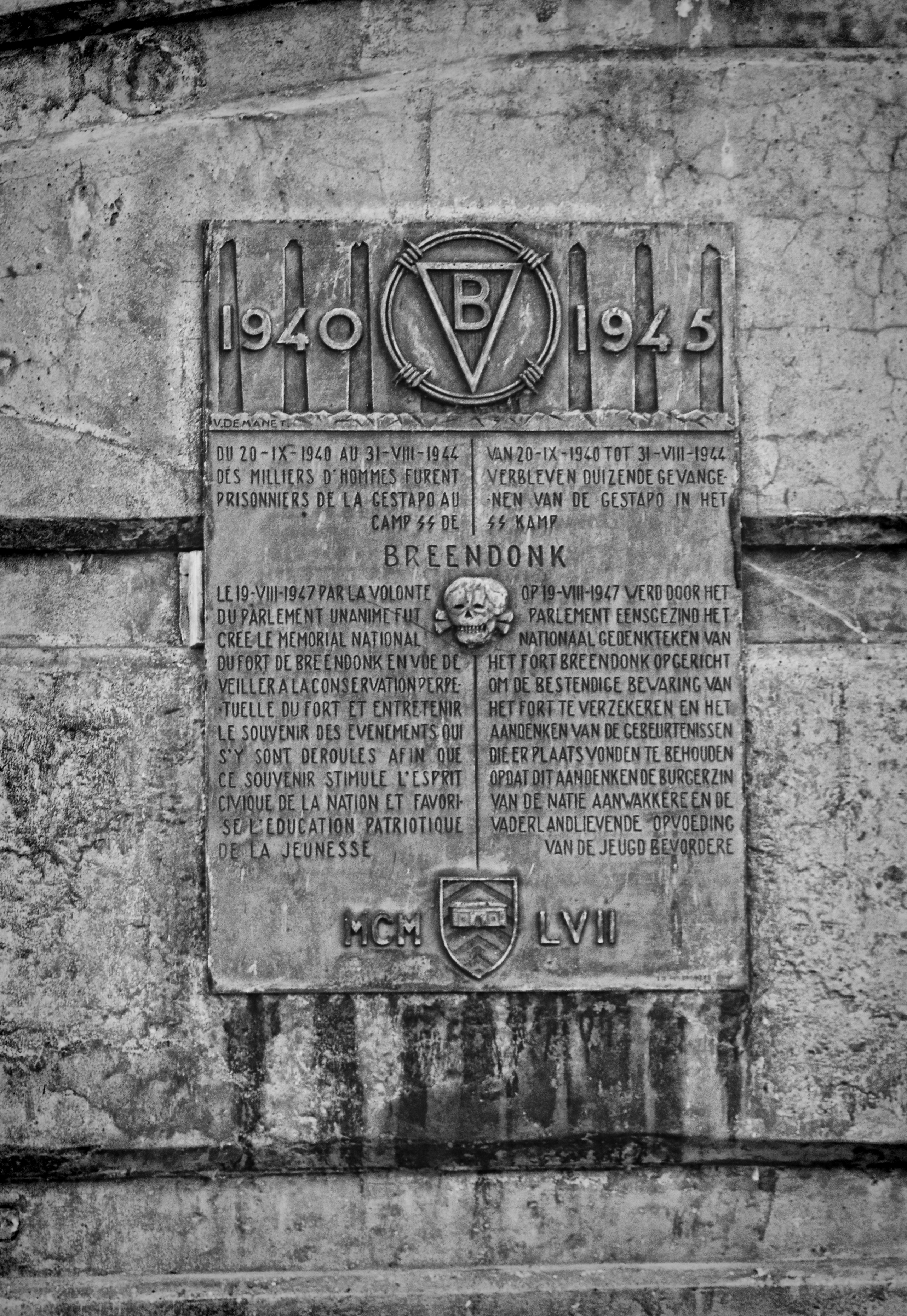
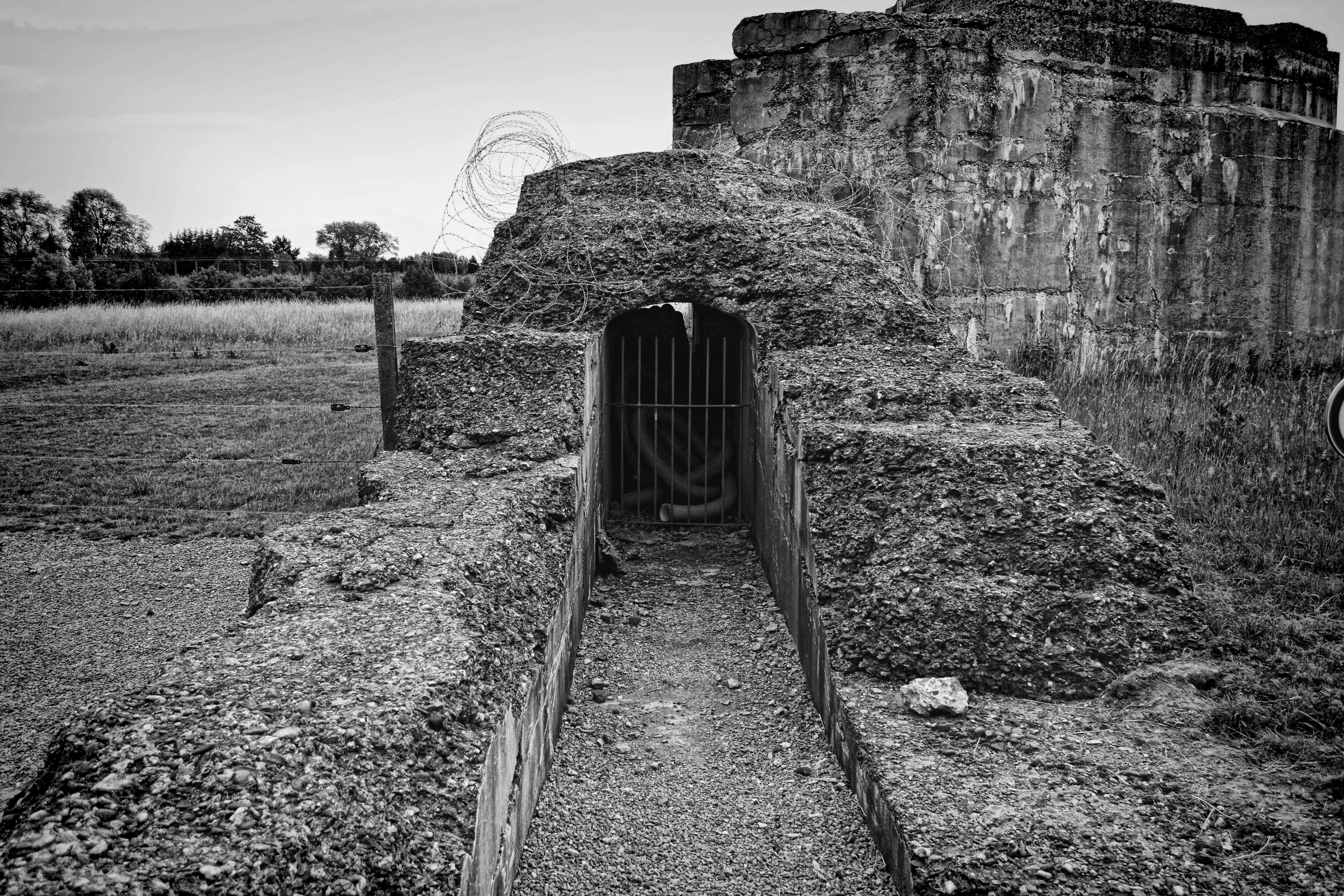
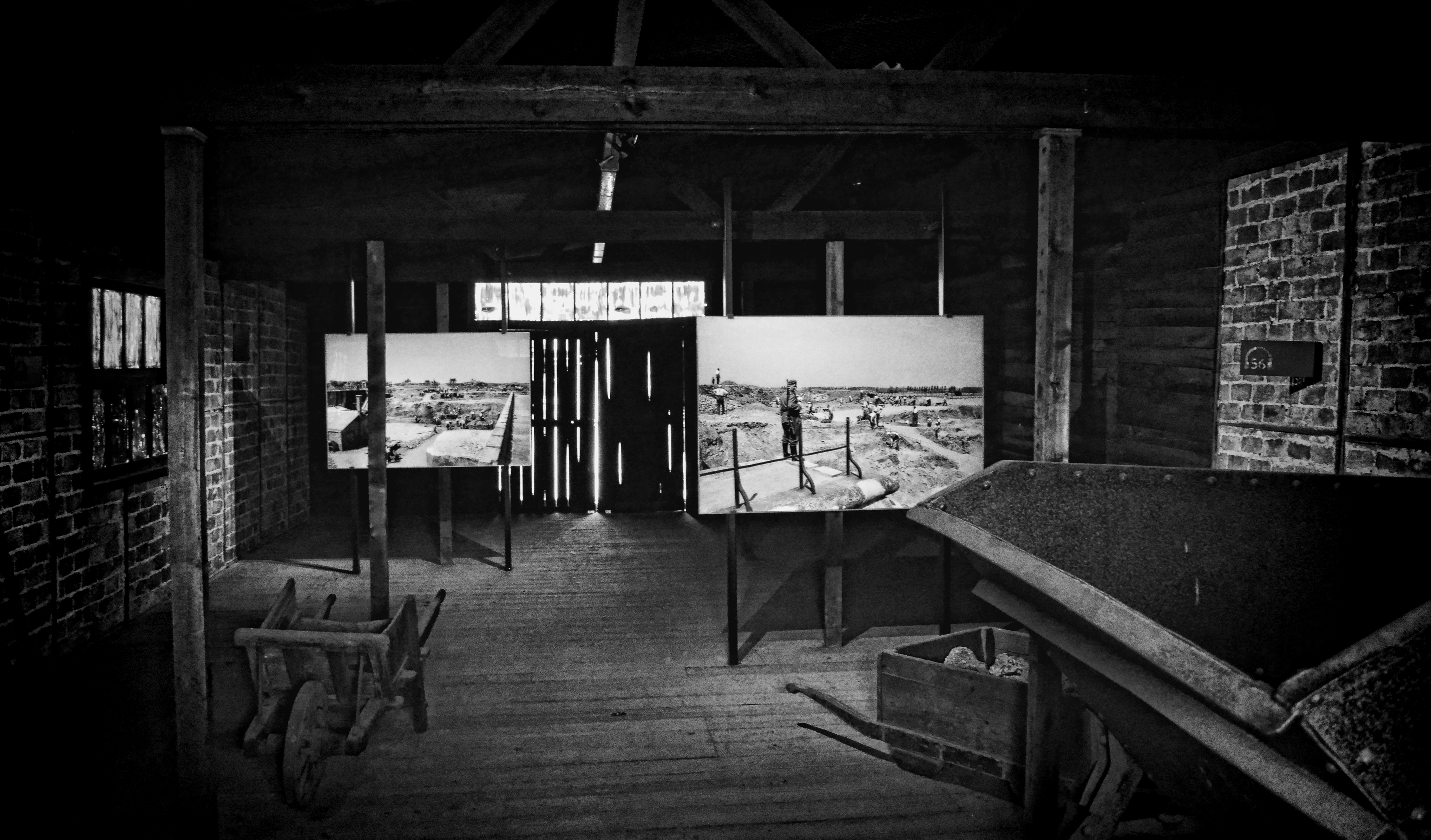
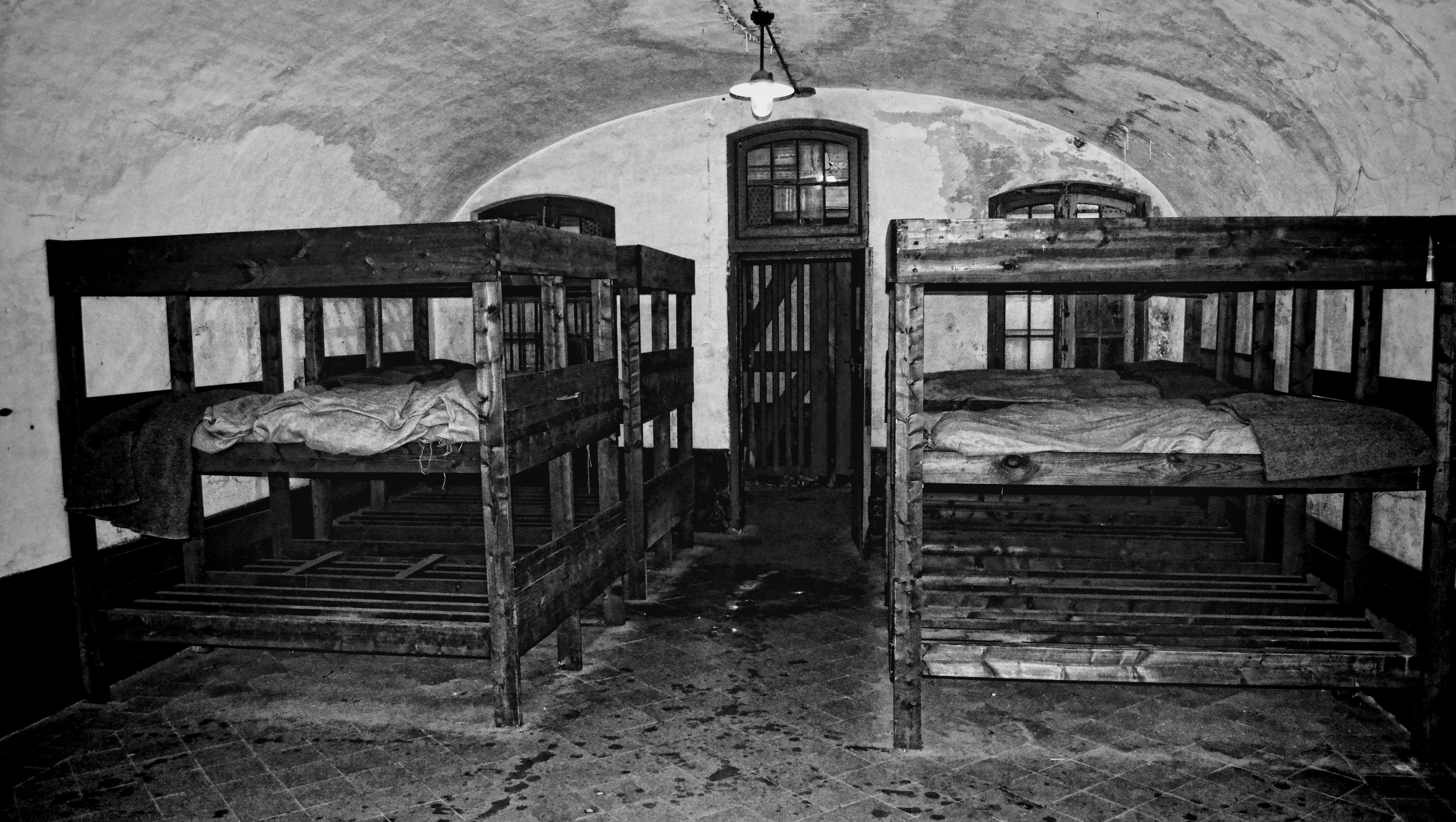
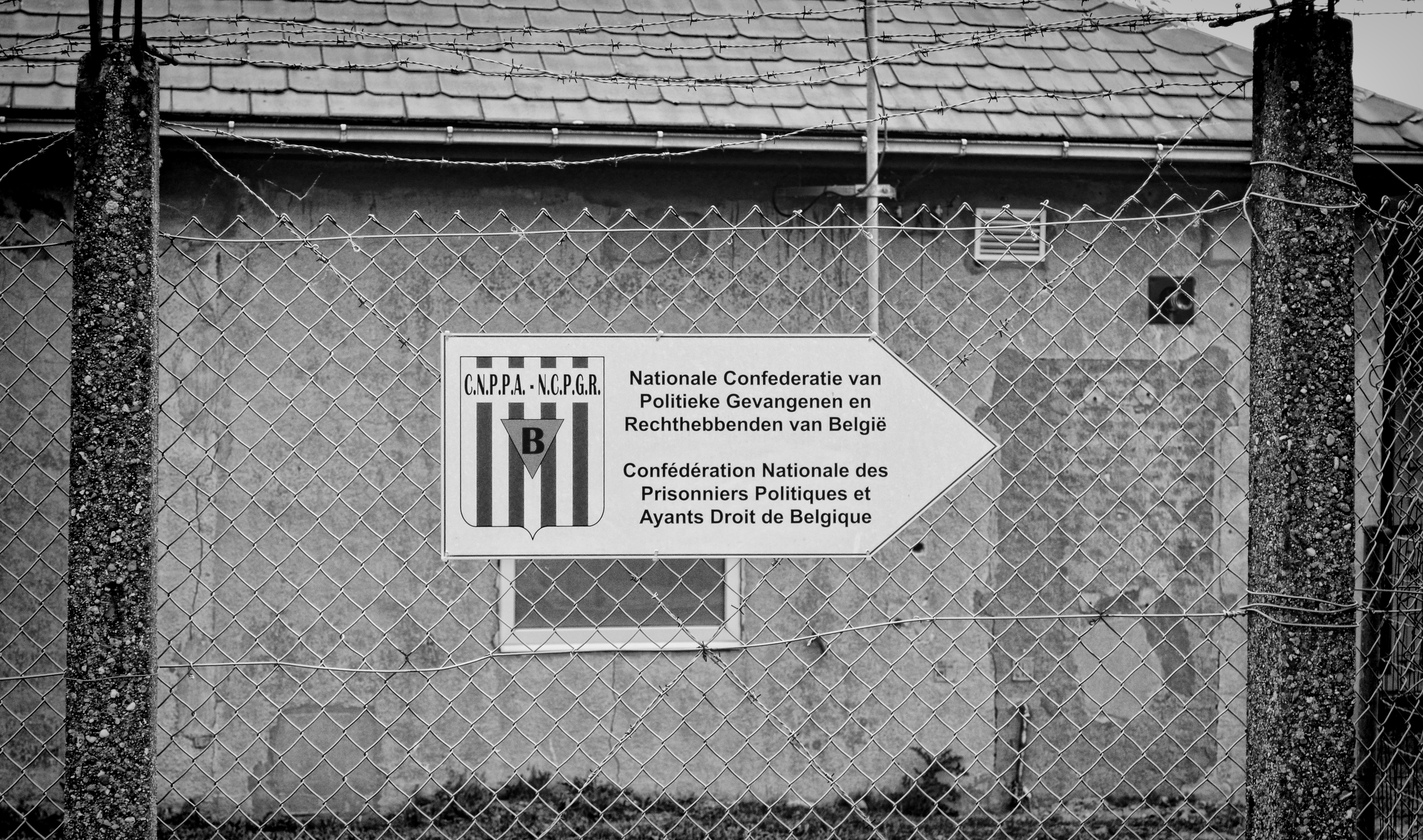
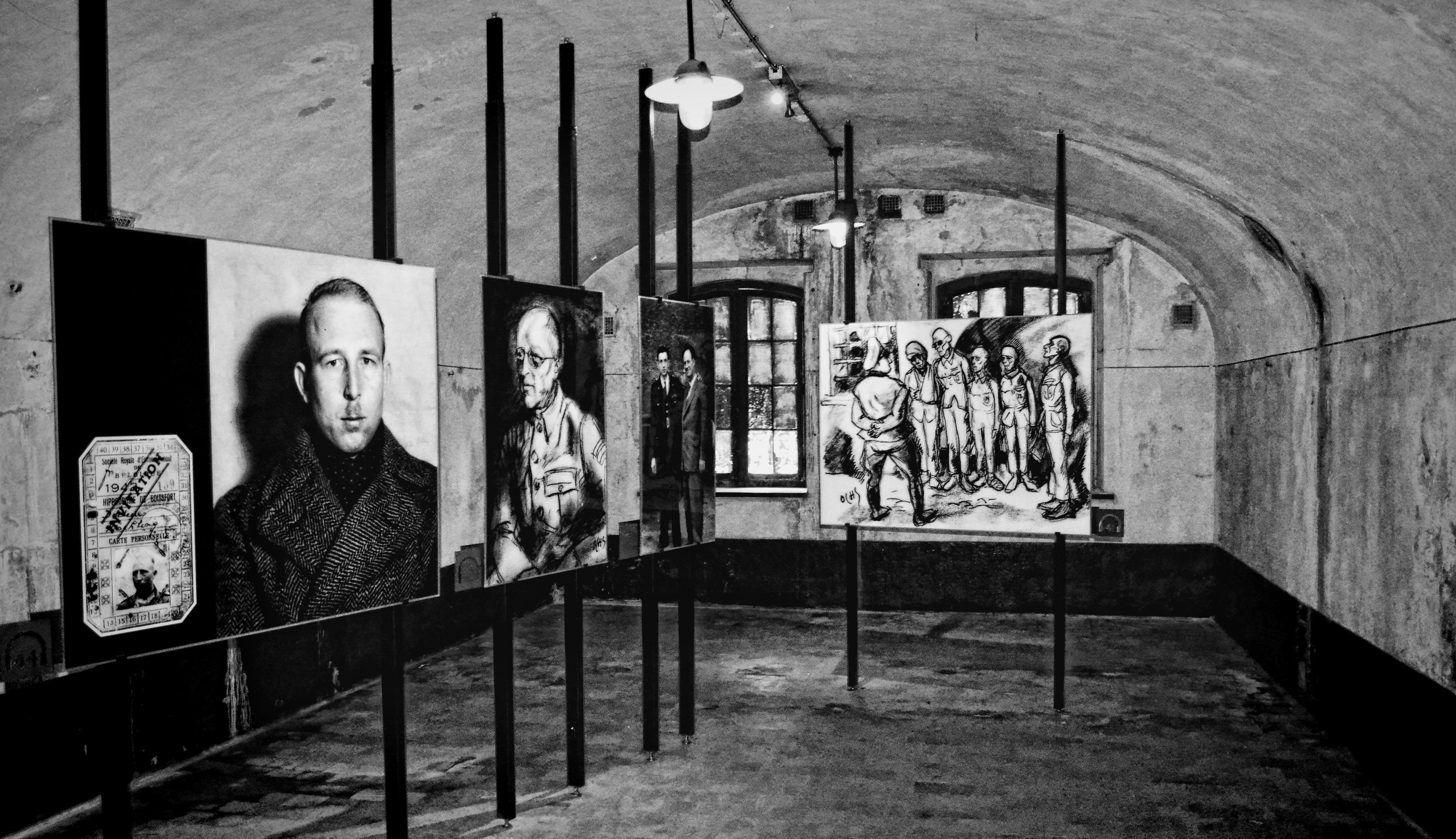
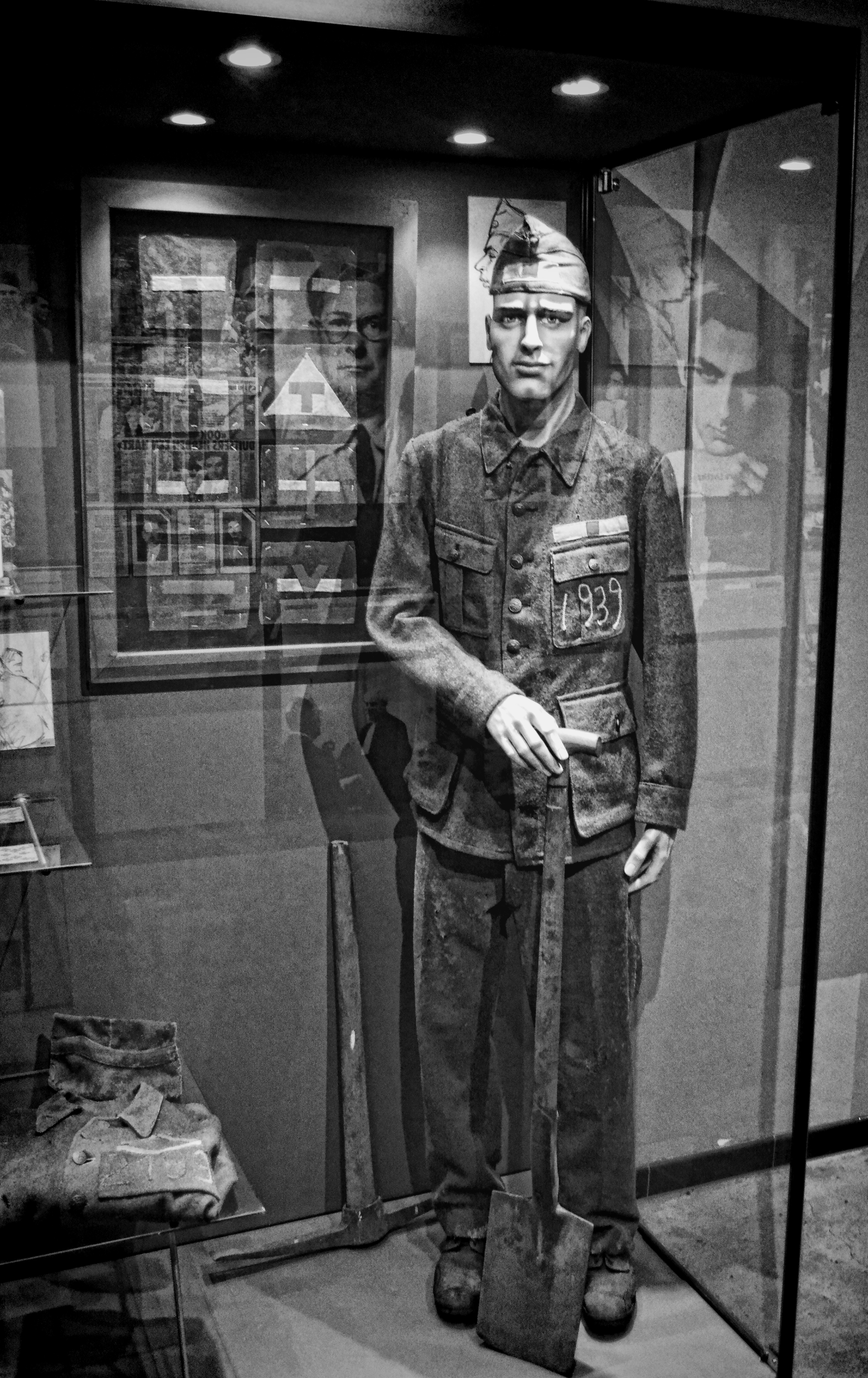
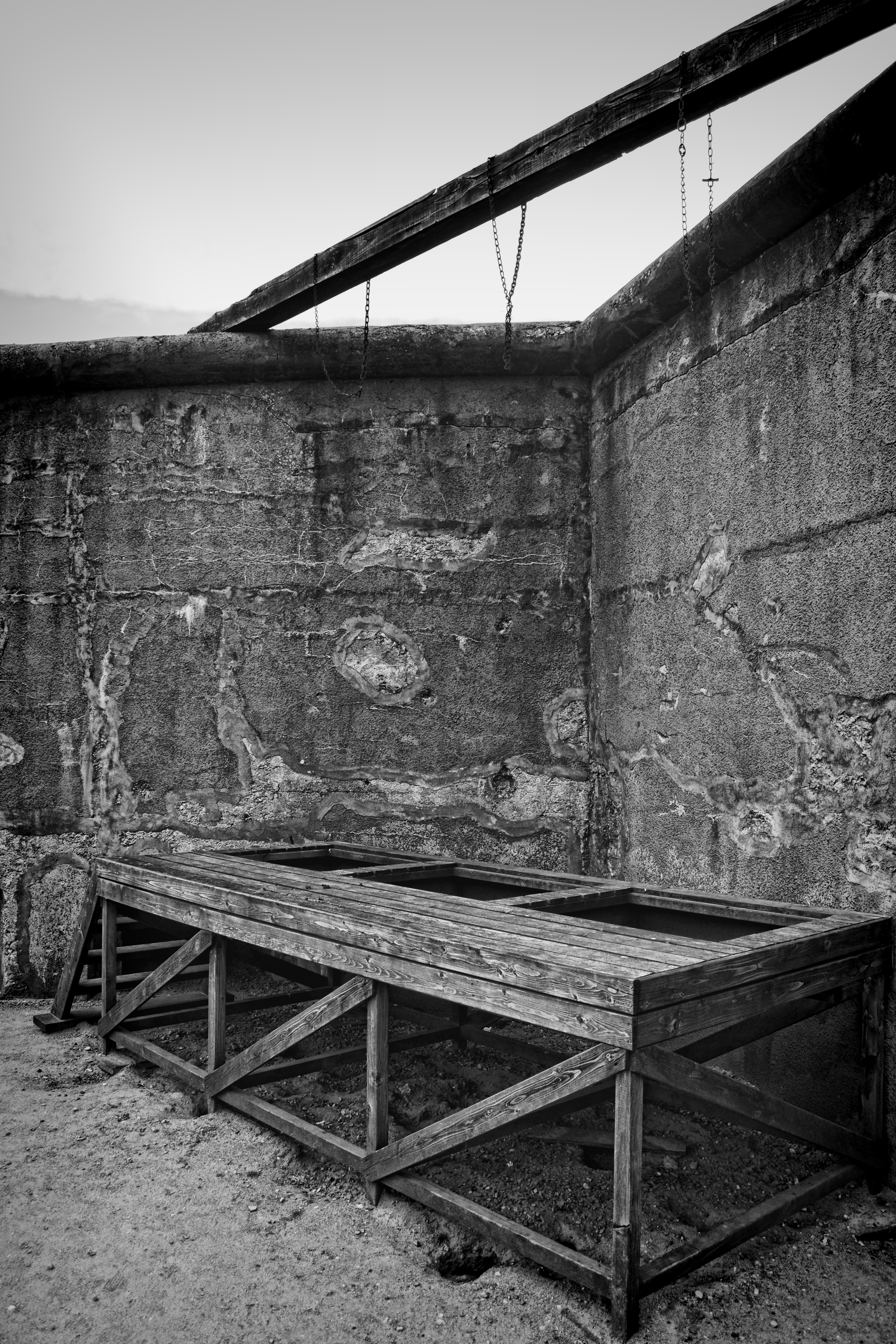
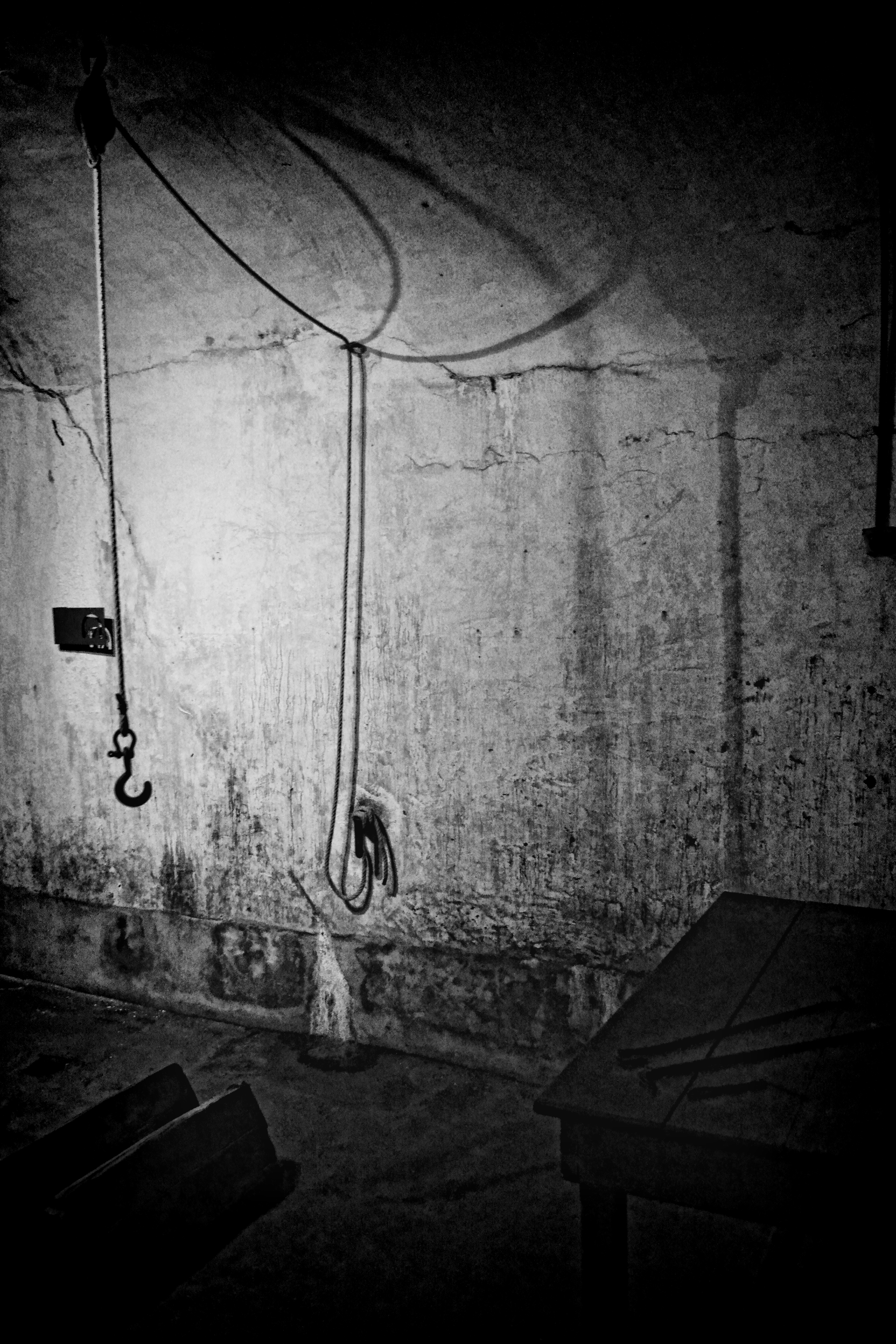
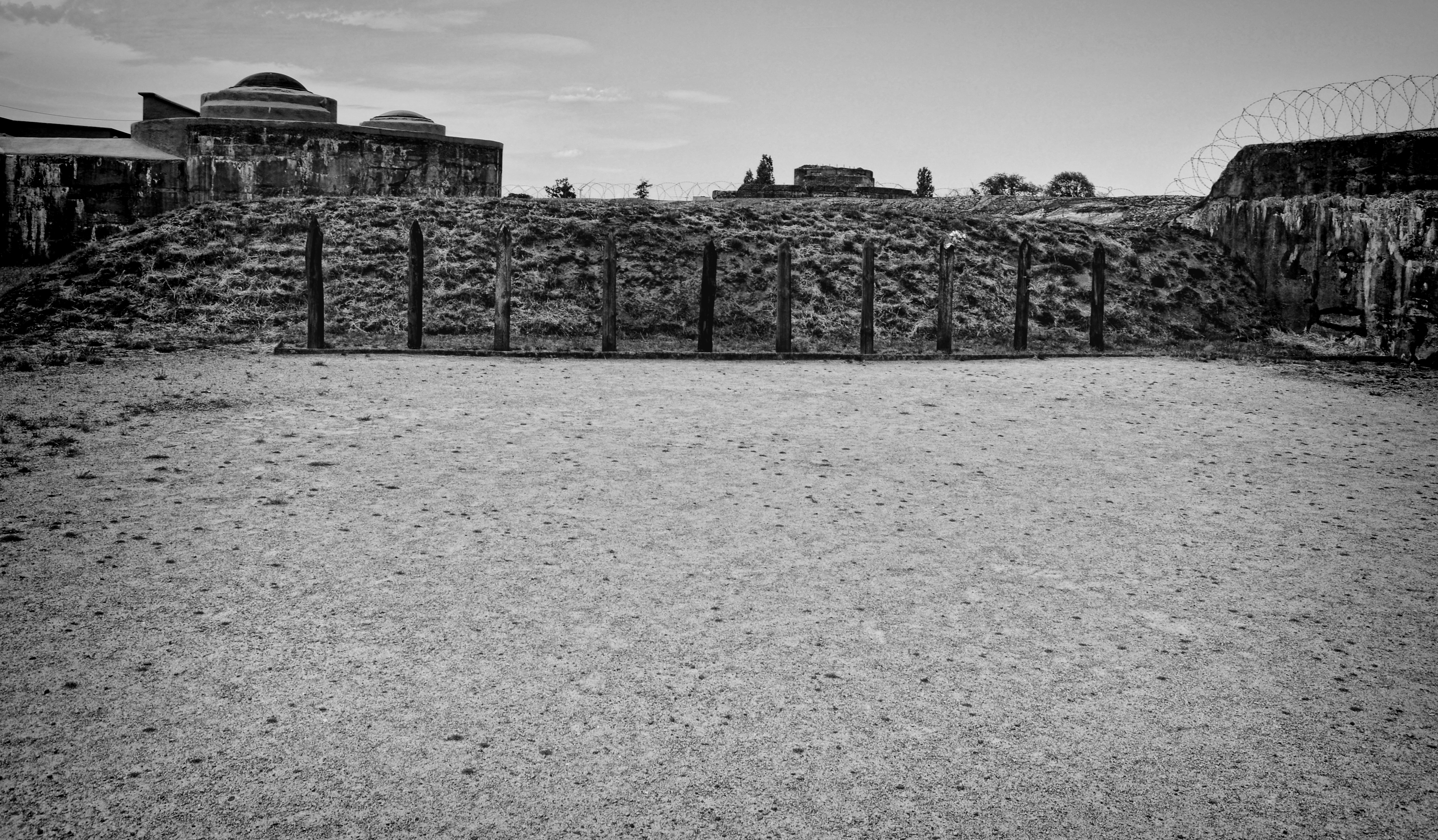
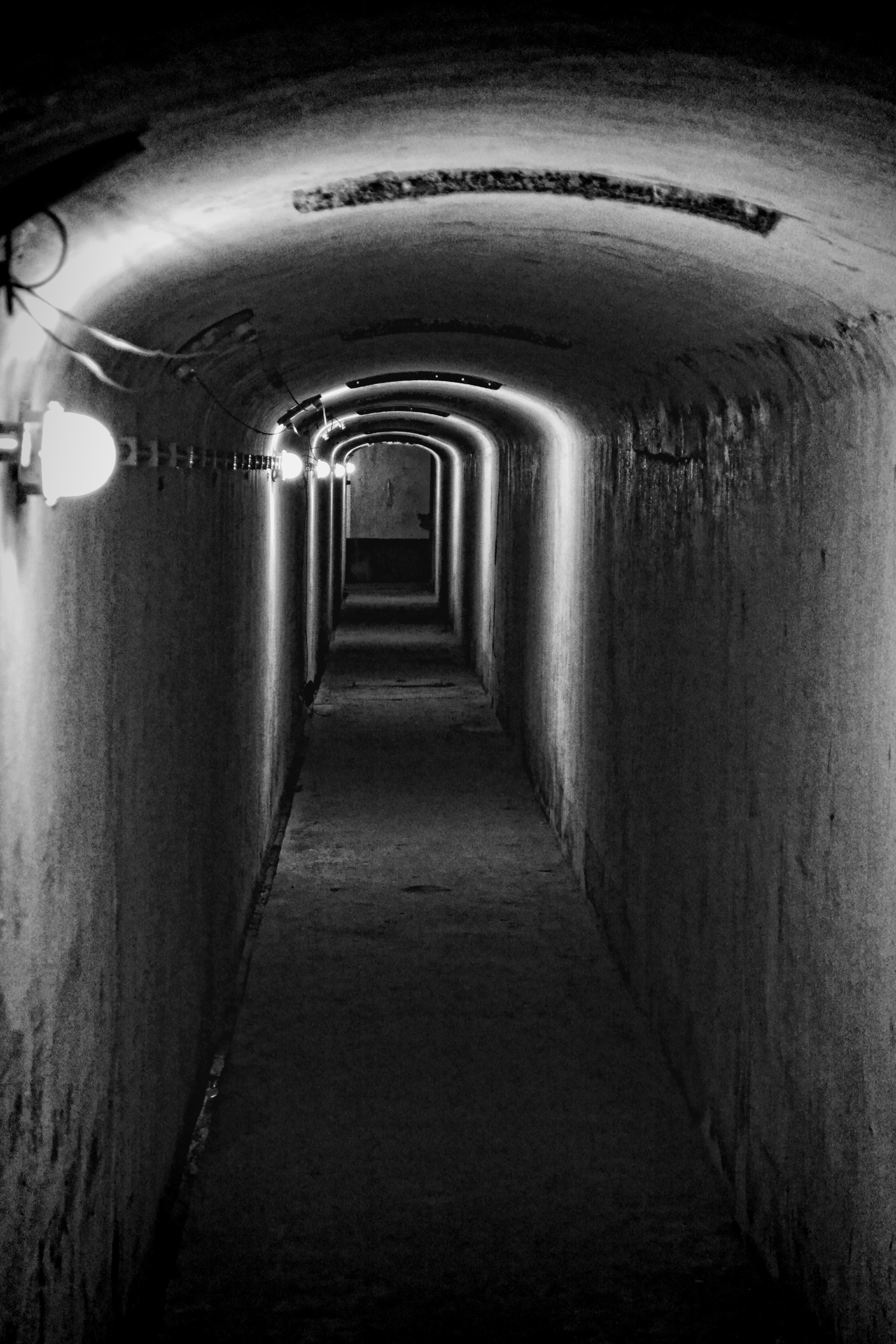
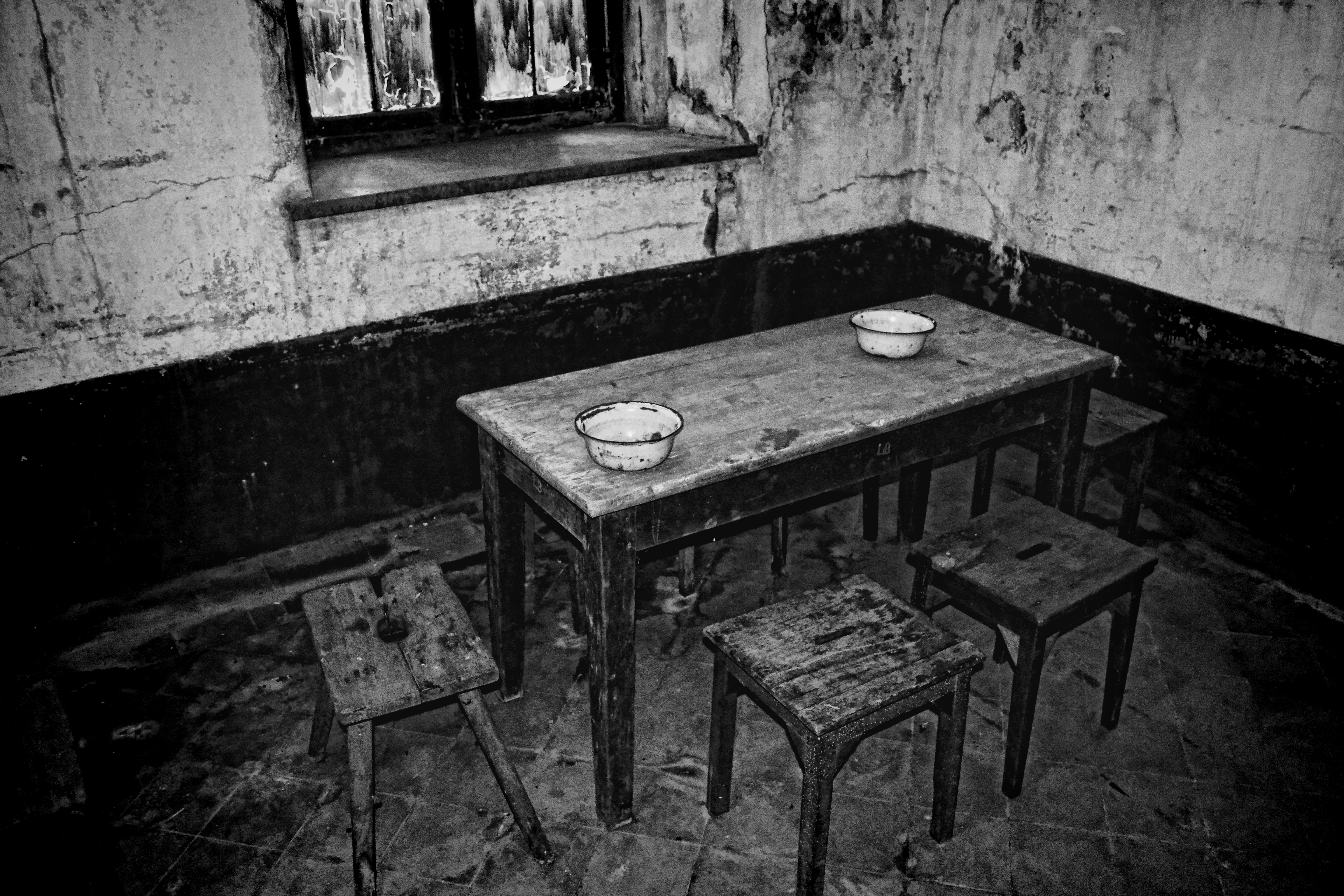
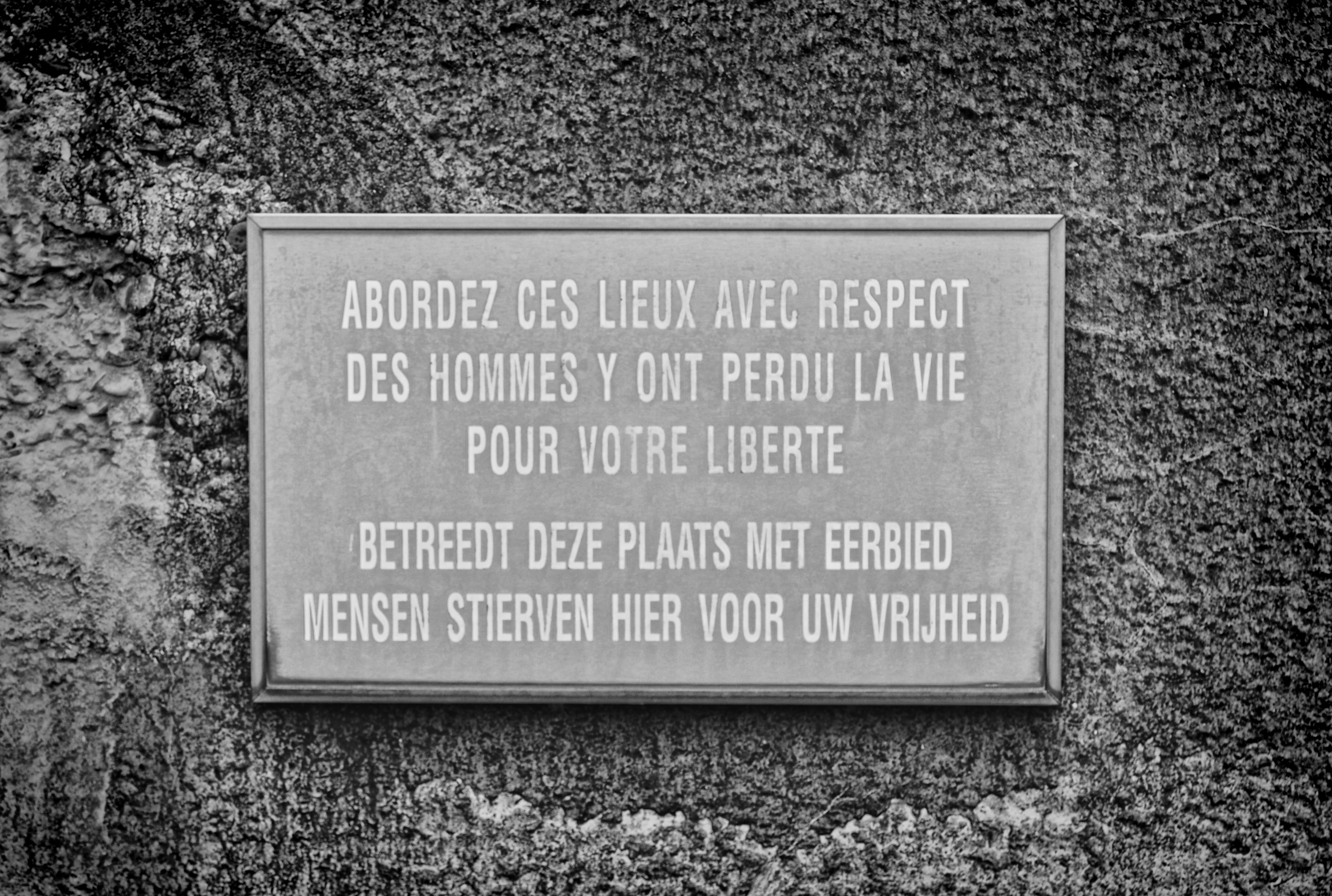
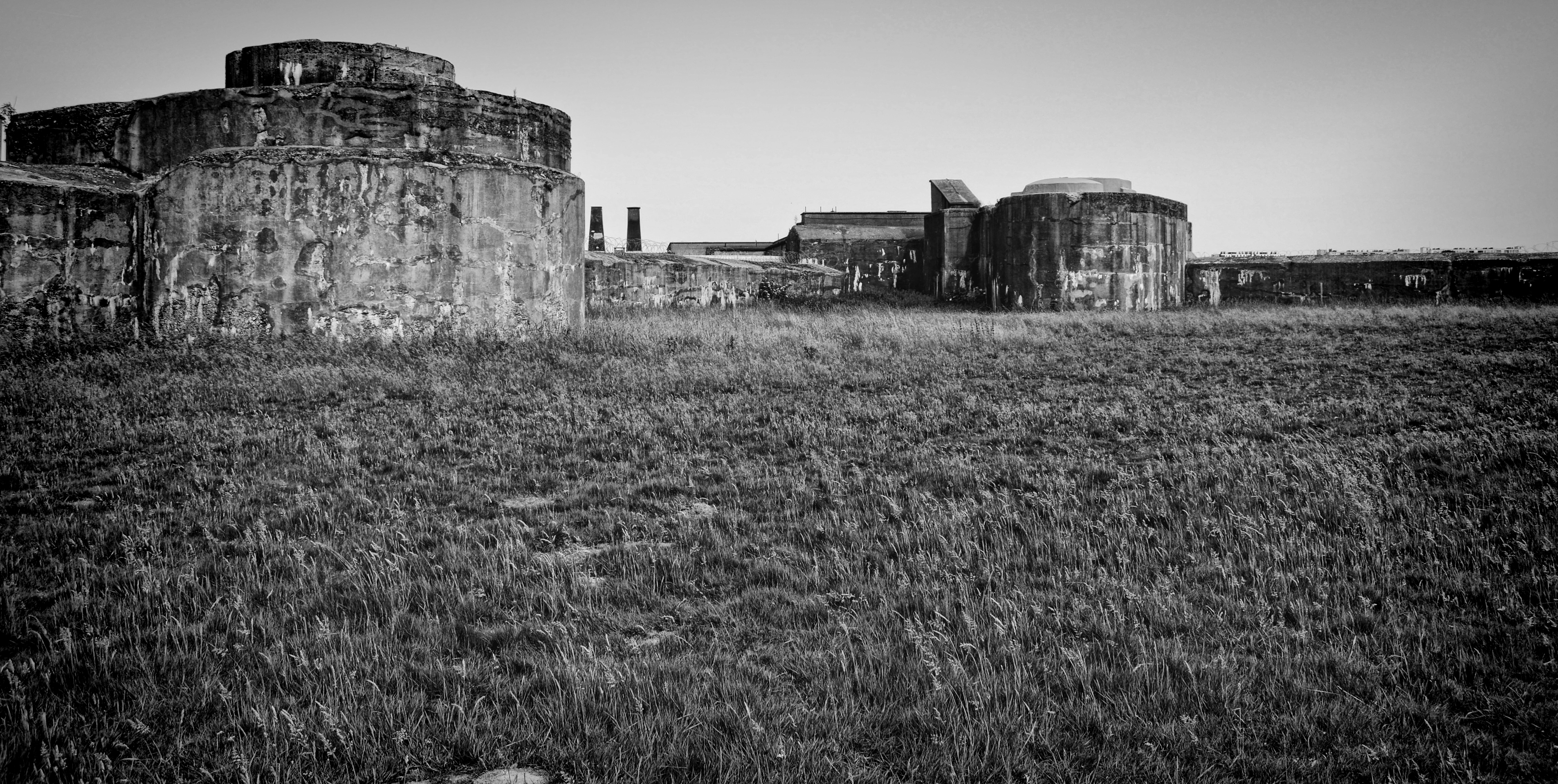
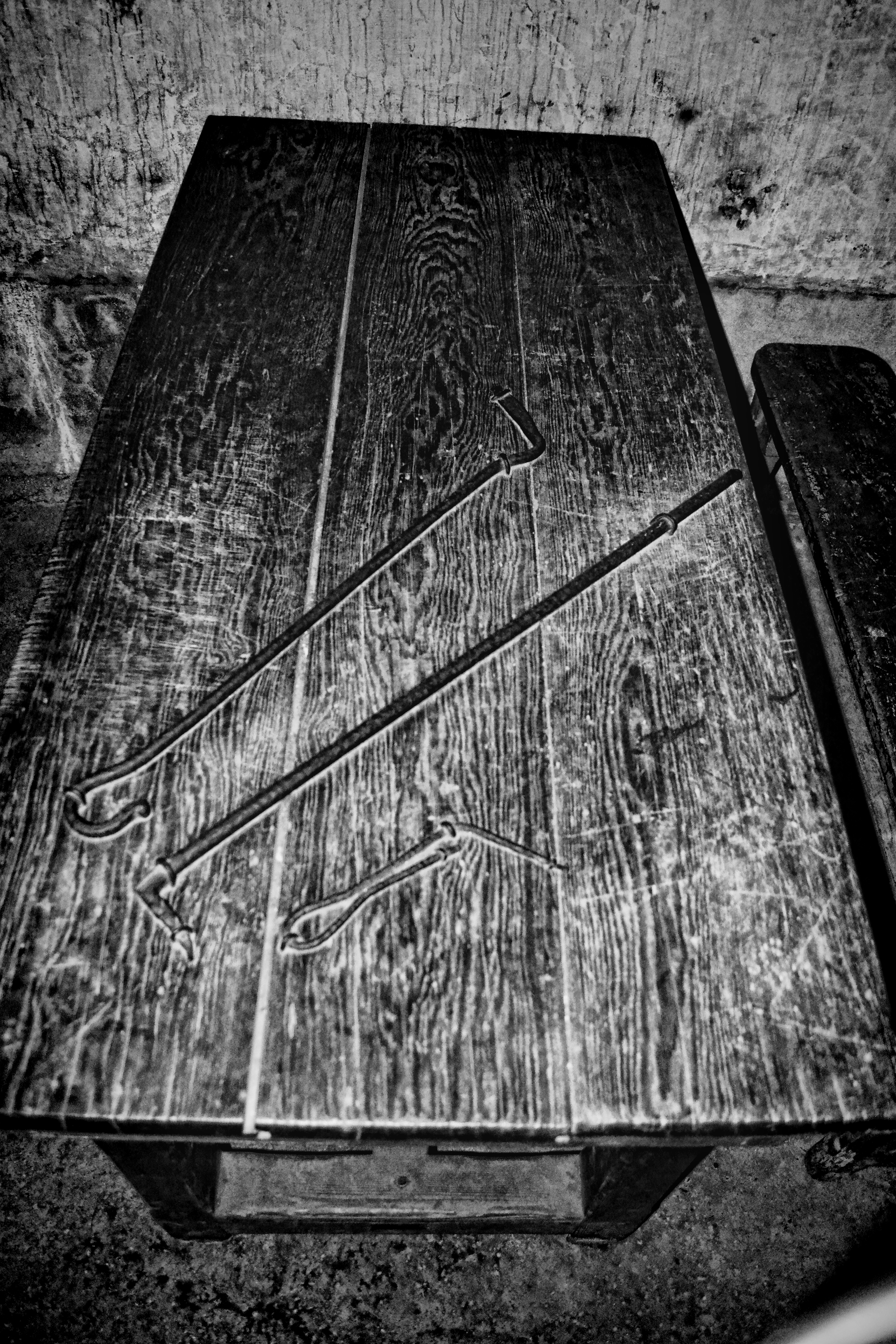
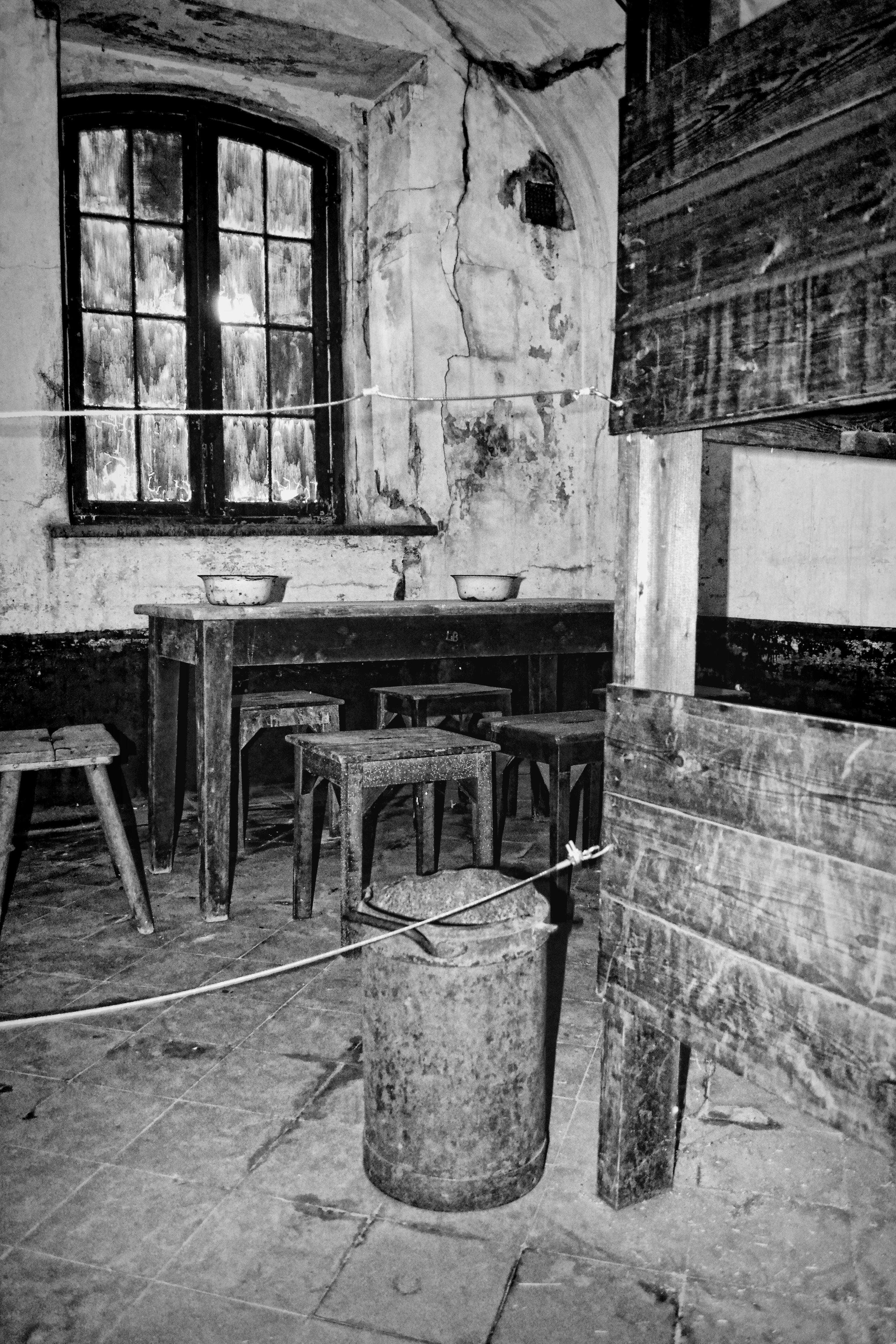
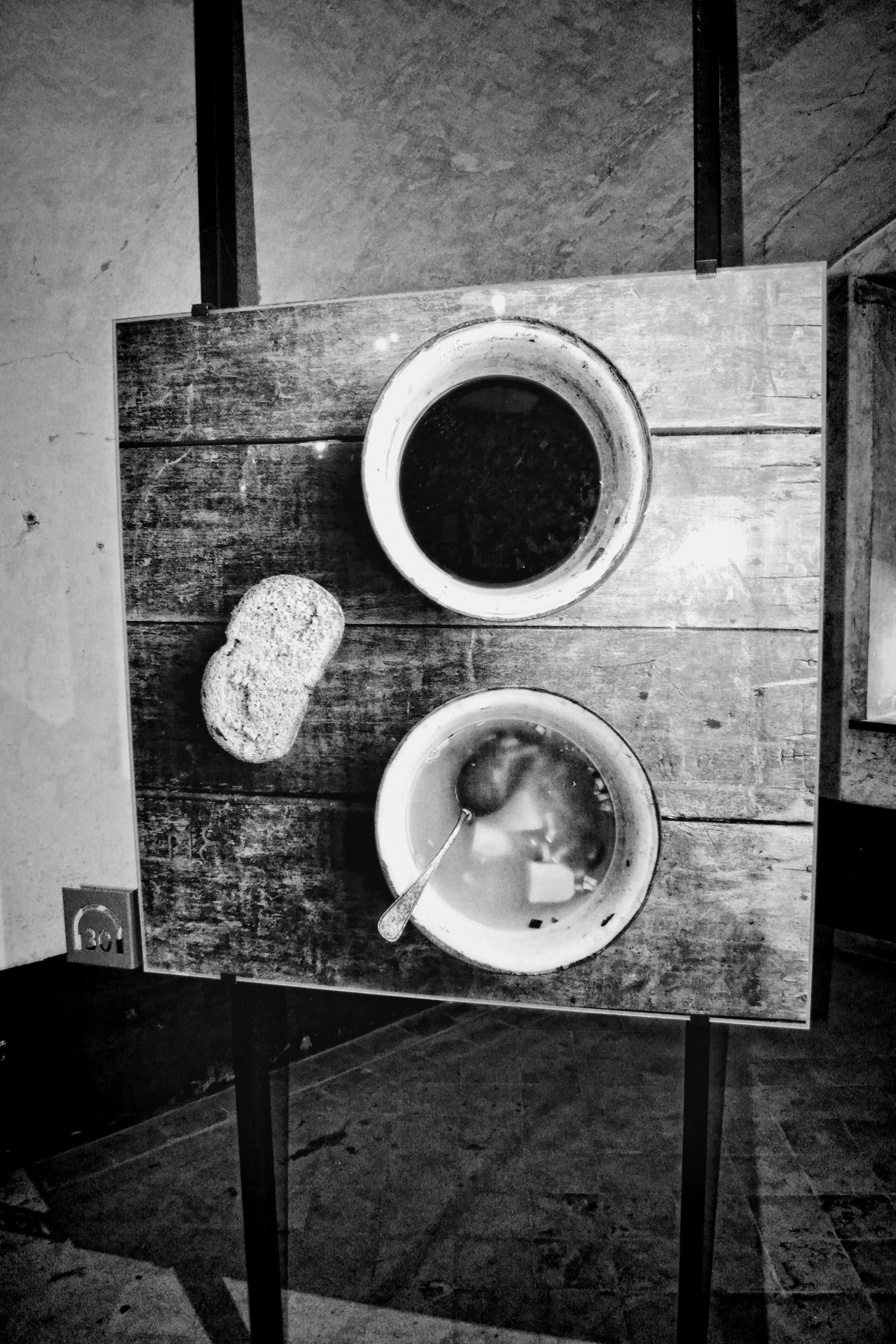
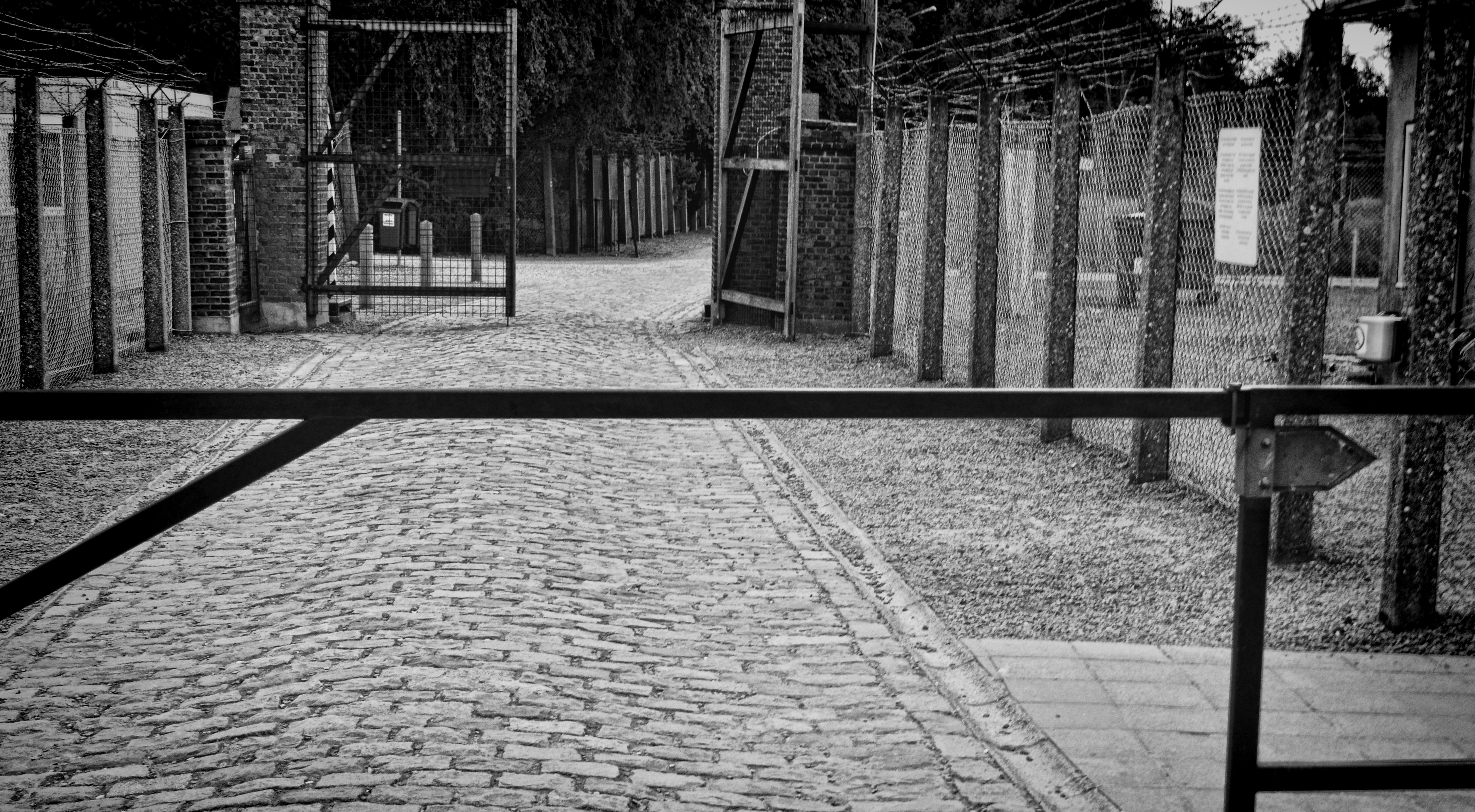
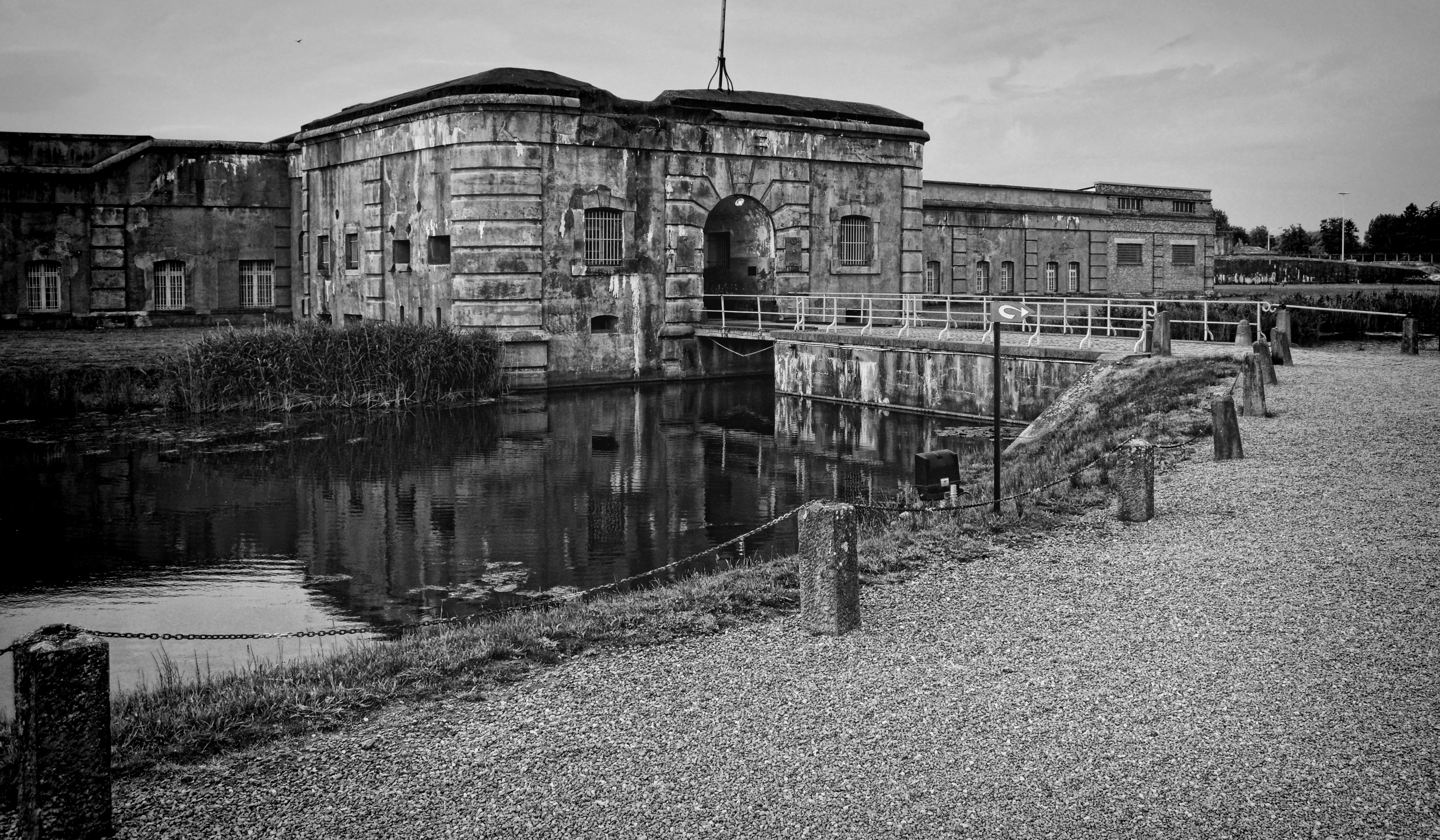
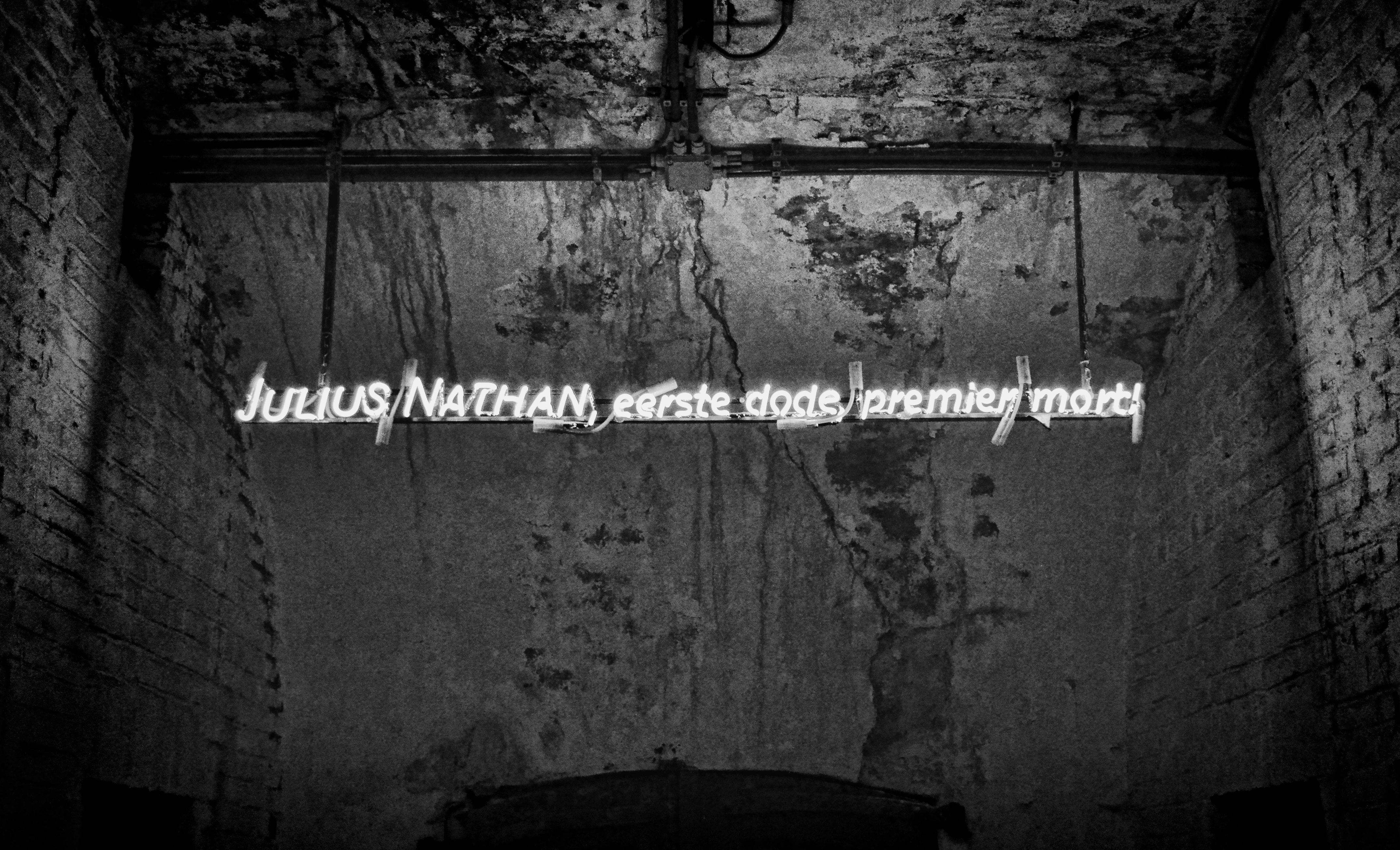
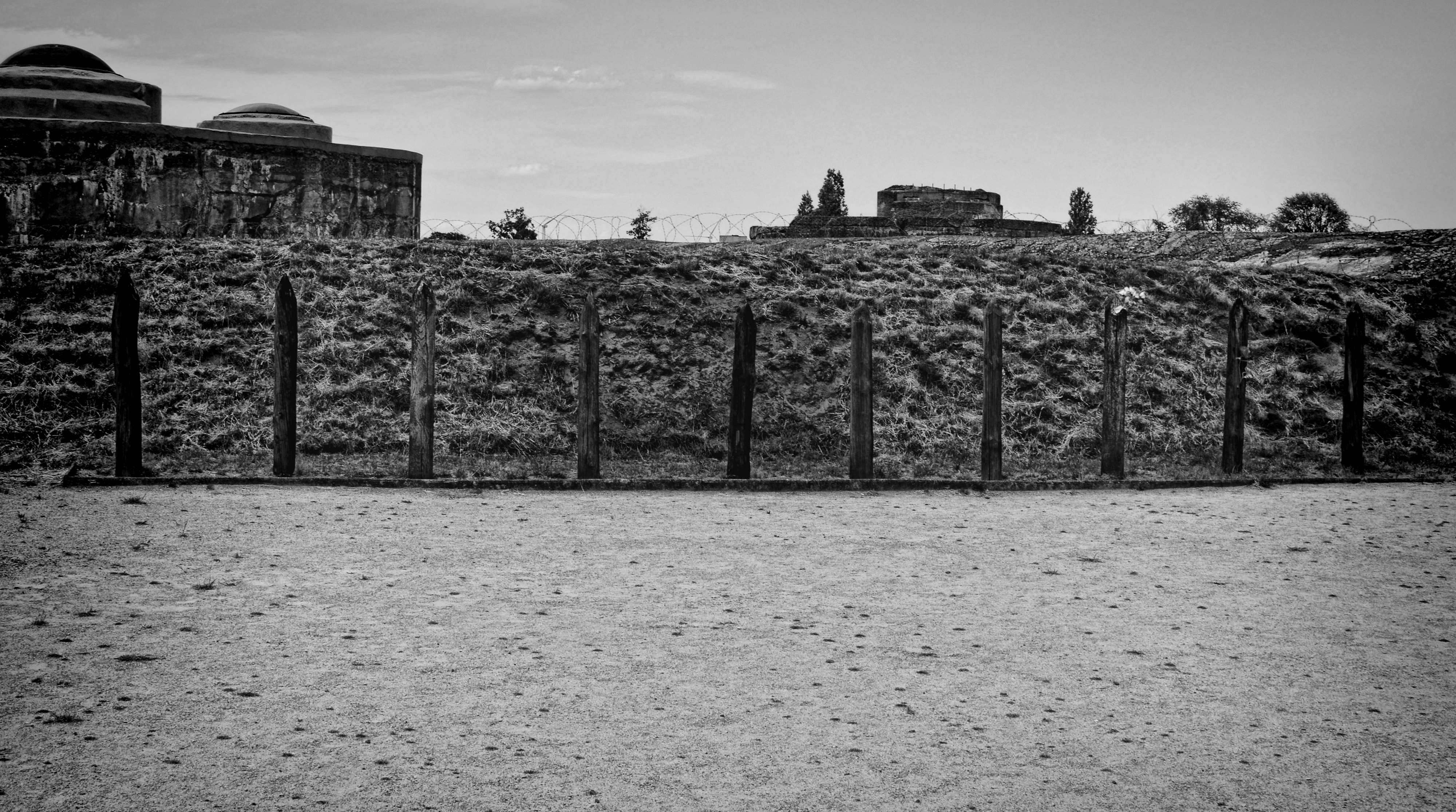

## 外部連結
- Official Web Site
- Europebyphoto.com Pictures of the camp
- Panoramas of World War II Landmarks （页面存档备份，存于）
- Google Satellite Image （页面存档备份，存于）
- United States Holocaust Memorial Museum - Breendonk （页面存档备份，存于）

51°03′24.77″N 4°20′29.78″E / 51.0568806°N 4.3416056°E